# 凱西角
凱西角（英語：Casey Point），是南極洲的海岬，位於帕爾默地，屬於莫森陡崖的一部分，根據澳大利亞的探險隊繪入地圖，現時由南極條約體系管理。